# Kill Memory Crash
Kill Memory Crash est un groupe de rock originaire de Chicago, mélangeant techno et musique industrielle, composé d'Adam Killing, Alex SanFaçon et Gabriel Palomo. Formés en 1998, ils produisent une musique aux sonorités radicales empreinte d'électronique et de sons massifs donnant à leurs compositions une tonalité sombre mais aussi dansante. Peu distribués, ils ont signé sur Ghostly International en 2002.

## Discographie

### Albums
- When The Blood Turns Black – 2002 (Ghostly International)
- Crash V8 – 2005 (Ghostly International)
- American Automatic – 2005 (Ghostly International)
- Of Fire – 2008 (Ghostly International)

### Remixes
- Never Forget/Technasty RMX – 2004 (Ghostly International/Spectral Sound)
- The O – 2005 (Ghostly International/Spectral Sound)

### Compilation
- Idol Tryouts: Ghostly International Vol. 1 – 2003 (Ghostly International) – "Get Out"
- Idol Tryouts: Ghostly International Vol. 2 – 2006 (Ghostly International) – "Press + Burn"
- Ghostly Swim – 2008 (Ghostly International/Williams Street Records) – "Hit + Run"